# Мадридський договір (1750)
Мадри́дський до́говір (ісп. Tratado de Madrid) — міжнародний договір, підписаний в 1750 Іспанією і Португалією стосовно кордонів їхніх володінь в Південній Америці, зокрема на території сучасної Бразилії.
Тордесільянський договір, укладений цими країнами раніше за посередництва Римо-католицької церкви, визначав кордон Португальської та Іспанської імперій по 46-му градусу західної довготи. Мадридський договір дозволив подальше розширення Португальської Імперії за рахунок Іспанської. Це розширення зрештою призвело до утворення Бразильської імперії майже в тих самих межах, що і сучасна Бразилія. Під час заключення договору дві держави поділили між собою територію фактично незалежних Семи східних місій, що були утворені й управлялись Орденом Єзуїтів. За проведення нового кордону об'єднана іспано-португальська армія жорстоко придушила протидію індіанців з семи єзуїтських місій у верхів'ї ріки Уругвай. Подія відома як Війна Гуарані (Guerra Guaranítica).
На основі цих історичних подій було знято фільми «Місія».